# Marina Grande, Capri

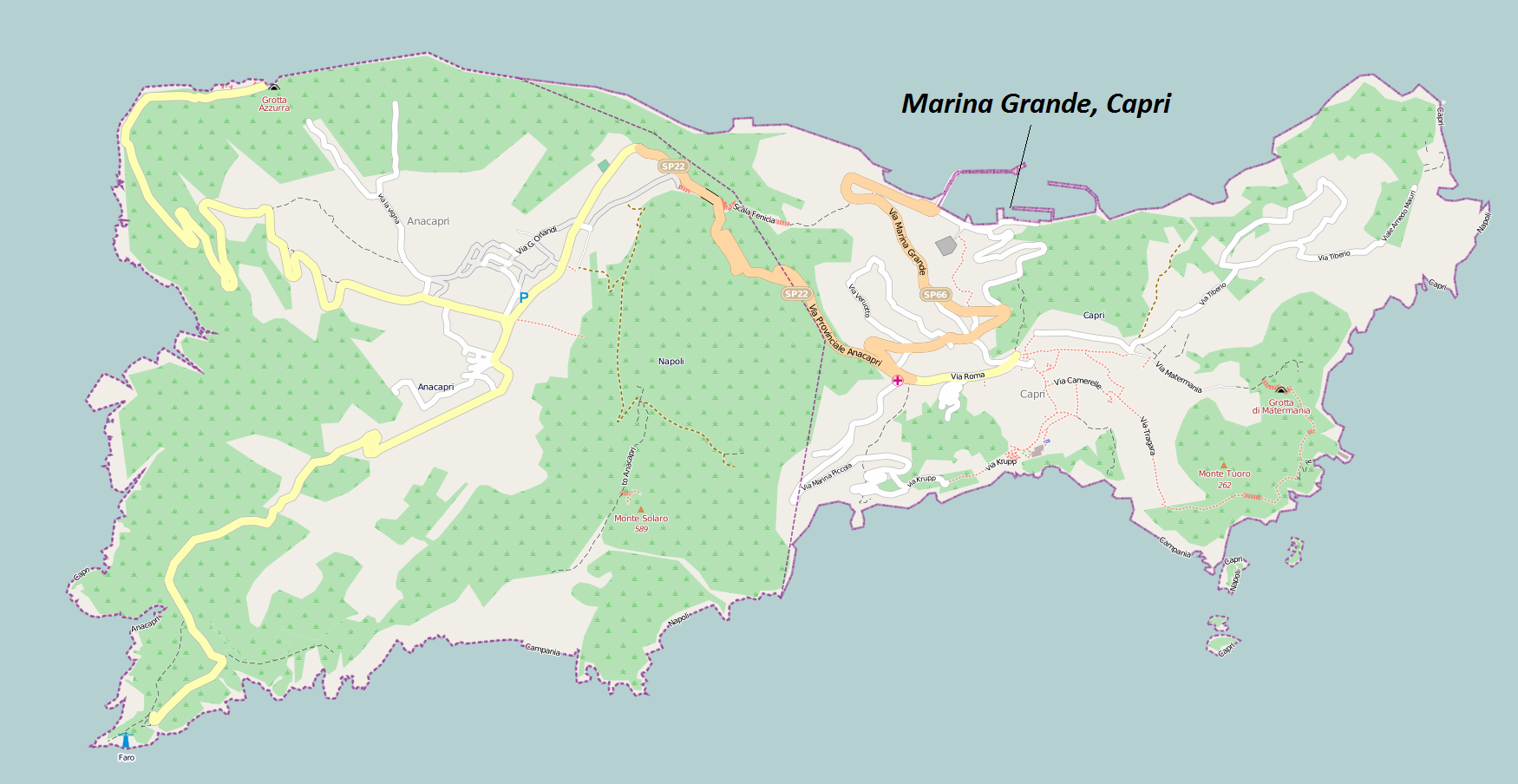
Localizarea portului Marina Grande pe harta insulei Capri

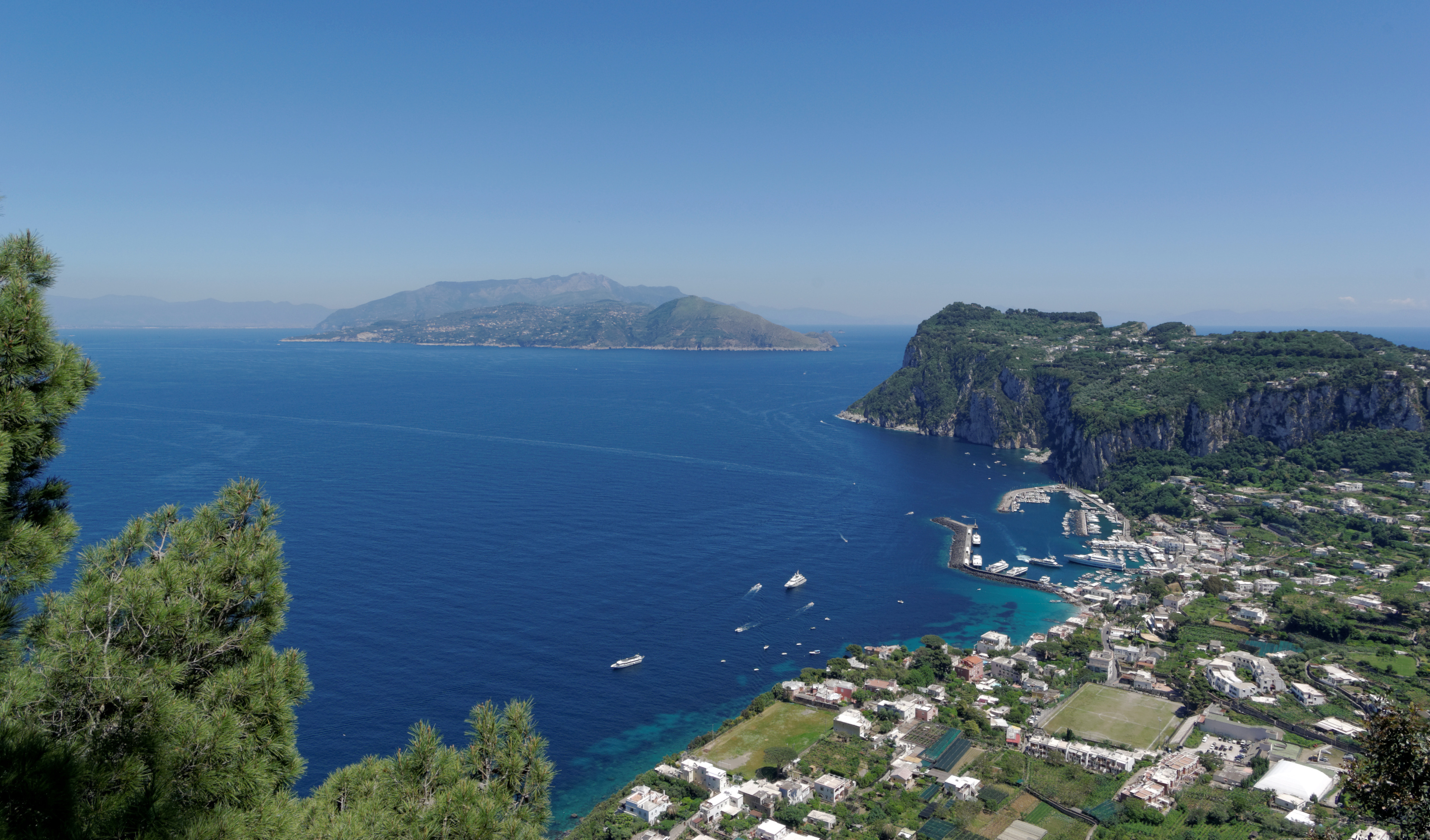
Marina Grande, Capri

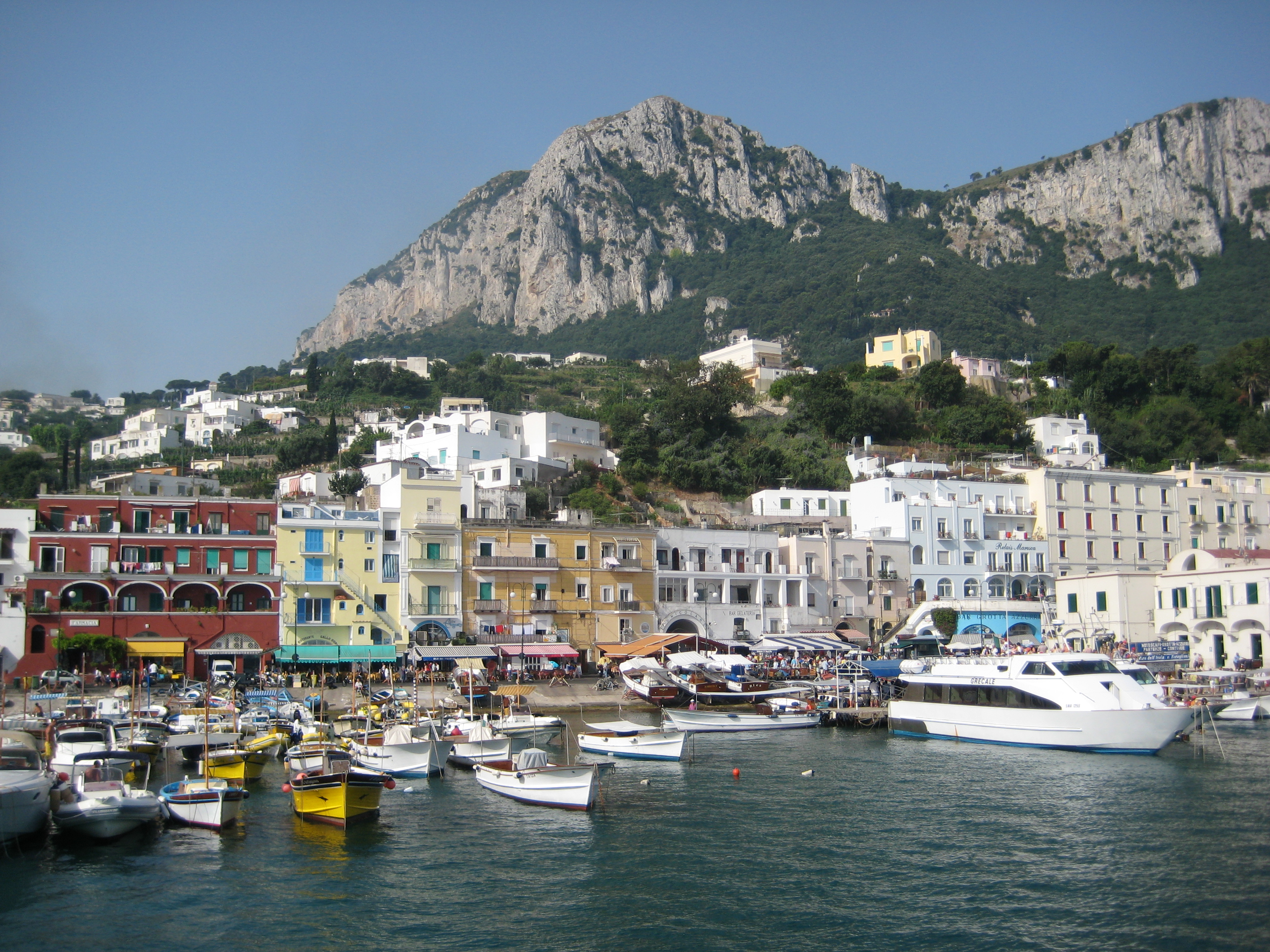
Marina Grande

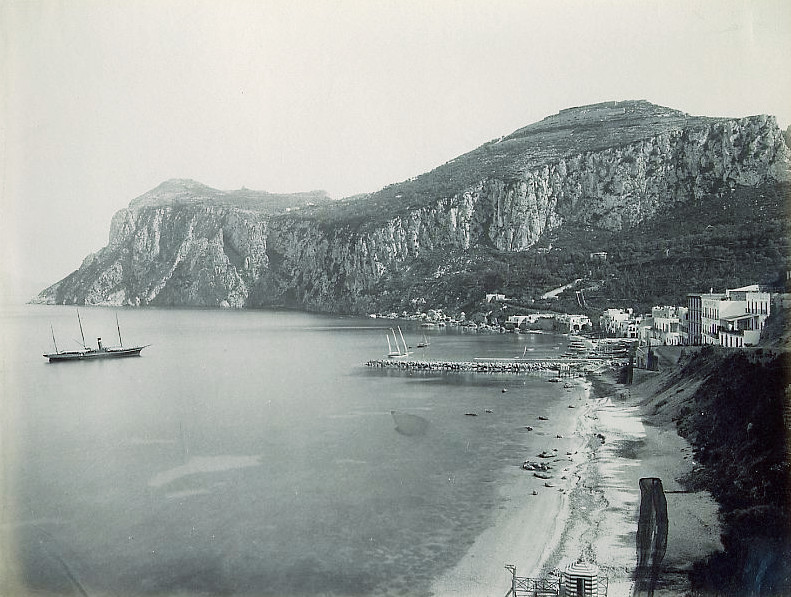
Marina Grande, ca. 1880 (fotografie de Giorgio Sommer)

Marina Grande este principalul port al insulei Capri, fiind situat la nord de orașul principal Capri și la poalele Muntelui Solaro. 

## Istoric
Portul Marina Piccola, aflat pe coasta sudică a insulei, l-a precedat pe cel de la Marina Grande; el a fost folosit de împărații romani Augustus și Tiberius. Romanii au folosit vechiul port pescăresc Marina Grande ca port în timpul lui Augustus și au construit în apropiere Palazzo a Mare. Tiberius a fortificat și întărit portul Marina Grande. Capri a fost, de asemenea, primul loc din regiunea Campania în care au debarcat grecii, iar despre femeile din Capri se mai spune că "uneori prezintă distincte trăsături grecești". În secolul al VII-lea, episcopul Costanzo a murit în apropiere de Marina Grande și a devenit sfântul patron al insulei; Biserica San Costanzo este situată între Marina Grande și Anacapri.

## Geografie
Portul Marina Grande este situat pe latura de nord a insulei. Călătoriile între Marina Piccola și Marina Grande au loc prin ocolirea insulei prin dreptul stâncilor Faraglioni. Înainte de 1928, andocarea avea loc direct în golf, dar de atunci a fost amenajat un port naval și o stațiune litorală cu o plajă celebră, care este cea mai mare de pe insulă. O piață mică se află în fața portului, fiind înconjurată de "casele tipice din Capri, dominate de terasele, balcoanele, galeriile deschise și fațade multi-colorate ale orașului, luminate de "roșul pompeian", care este una dintre cele mai intense note de culoare de-a lungul întregii coaste napoletane." Orașul este caracterizat, de asemenea, prin pante abrupte terasate cu floră mediteraneană. Un capitel corintic se află pe un piedestal înalt la capătul debarcaderului vestic ca o mărturie a prezenței romane în zonă.

## Transport
Nave marine circulă frecvent între Marina Grande și orașul Napoli de pe continent, realizând și excursii pentru vizitarea Grotei Albastre.  Funicularul, cabina trasă pe șine de cabluri, este administrat de SIPPIC și conectează portul de Piazzetta din centrul orașului; legătura cu Anacapri se face cu autobuzul local. În 2012, prețul unui bilet de călătorie către orașul Capri era de 1,50 €.

## Turism
Printre hotelurile notabile sunt de menționat Villa Marina Capri, Hotel Excelsior Parco Capri, Relais Maresca și Hotel Bristol. Ristorante Pizzeria Lo Zodiaco se află în fața portului. Un festival anual în onoarea Madonnei della Libera are loc în Marina Grande la mijlocul lunii septembrie.